# Philoponella rostralis
Espèce
Philoponella rostralis est une espèce d'araignées aranéomorphes de la famille des Uloboridae.

## Distribution
Cette espèce est endémique du Kerala en Inde,. Elle se rencontre dans le district d'Idukki dans les Kottapara Hills.

## Description
Le mâle holotype mesure 3,28 mm et la femelle paratype 4,25 mm.

## Systématique et taxinomie
Cette espèce a été décrite par Shilpa et Sudhikumar en 2022.

## Publication originale
- Shilpa & Sudhikumar, 2022 : « A new spider species of the genus Philoponella Mello-Leitão 1917 (Araneae: Uloboridae) from Western Ghats of India. » Acta Arachnologica, vol. 71, no 1, p. 21-26 (texte intégral).